# ドイツの道
ドイツの道（ドイツのみち、Der deutsche Weg）は、安全保障政策や国際関係においてドイツが独自の方針をとるということを象徴した言葉。連邦首相シュレーダーが2002年の夏から選挙演説で使い始めた。学者も外交政策に関する論文でこの言葉を使用しており、「アメリカの方針とは必ずしも一致しない外交政策」というニュアンスを有している。
シュレーダー首相がこの言葉を使い始めたころは、必ずしも上記のような概念をさす言葉としてもちいられたわけではなかった。当初、シュミット政権時代に用いられた「ドイツ・モデル」という市場経済と社会的雇用政策とのバランスをとった、ネオ・リベラル思想に基づく市場経済とは異なった経済政策を表す概念と類似の概念として用いられていた。
この転換には、選挙の情勢が影響している。失業率は改善せず、経済の活性化も進まないなかで迎えた選挙で劣勢に立たされていたシュレーダー政権は、挽回するためにイラク問題を選挙戦におけるテーマとして取り上げる戦術をとった。シュレーダーは選挙演説で、アメリカのイラクに対する軍事力の行使にあたってドイツは参加しないことを明言し、社会民主党の連立パートナーである同盟90/緑の党は連邦外相のヨシュカ・フィッシャーを選挙戦の中心に置いた。このような戦術が成功をおさめ政権を維持することができたシュレーダー首相が繰り返しドイツの「自己意識」を強調し、選挙後の連邦議会において、「ドイツの国家の存在にかかわるような問題はベルリンで決定されるのであって、どこかほかの場所で決定されるのではない」と発言したこともあり、ドイツの道 (Der deutsche Weg) という言葉は次第に国際関係におけるドイツの新たな姿勢を象徴させて使われるようになっていったのである。